# Fernand Beaucour
Pour les articles homonymes, voir Beaucour.
Fernand Beaucour, né le 1er juillet 1921 à Gueschart (Somme), mort le 7 mai 2005 à Levallois-Perret (Hauts-de-Seine), est un historien, spécialiste de l'histoire de l'Empire et de la Révolution française.

## Biographie
Ingénieur diplômé de l'École Centrale Paris (1946), docteur en droit et docteur en histoire, Fernand Beaucour a créé le Centre d'études napoléoniennes et la revue Études napoléoniennes publiant de nombreux travaux inédits sur l'histoire napoléonienne.
Fernand Émile Beaucour fut professeur d'histoire à l'université d'État de Russie à Kaliningrad et à l'université d'État de Biélorussie à Minsk.

Il fut coprésident du comité historique biélorusse sur Tadeusz Kosciusko. Il a contribué aux recherches, en France et en Biélorussie, relatives à la Grande Armée et à la campagne de Russie (1812). On lui doit le monument érigé en 1995 sur les rives de la Bérézina commémorant son franchissement réussi par la grande armée en retraite malgré l'opposition des armées Russes.

Il a œuvré à mettre en lumière les circonstances et la réalité de cette bataille. Le dernier ouvrage collectif qu’il a dirigé en 2004, dans le cadre des travaux du Centre d’études napoléoniennes, porte précisément sur Napoléon à la bataille de la Bérézina (26-29 novembre 1812).
Il fut président-fondateur de la Société de sauvegarde du château de Pont-de-Briques qu’il a sauvé de la destruction en 1966 lorsqu'un projet de rocade prévoyait sa démolition. Ce site, quartier général de l’empereur Napoléon Ier pendant les années du camp de Boulogne (1803-1805) fut définitivement protegé par l'arrêté du ministre de l'équipement du 24 février 1969 modifiant le plan routier initial, définissant la rocade  actuelle qui ferra le tour du Château de Pont-de-Briques.
Quelques années plus tard, la préservation définitive du château est acquise, par son classement comme monument historique par l'arrêté ministériel du 1er octobre 1974.
Il fut également membre de conseil d'administration de plusieurs sociétés d'histoire en France (Institut Napoléon, Association de la Sabretache, Société des amis du musée de l'Armée, Société des amis de Malmaison) et à l'étranger (Western Society for French History).

### Seul
- Un Fidèle de l'empereur en son époque : Jean Mathieu Alexandre Sari, 1792-1862 - Société de sauvegarde du château impérial de Pont de Briques, 1972-1973
- La Campagne d’Égypte (1798-1801), d’après les dessins inédits de Noël Dejuine, du 20e régiment de dragons. (Levallois, CEN, 1983). Ouvrage épuisé.
- Dans le sillage de Napoléon. Mémoire de mes campagnes (1803-1809). Du Camp de Boulogne à Wagram, par le sergent Louis Frèche, du 24e régiment d’infanterie légère,  (Levallois, CEN, 1994).
- Dans le sillage de Napoléon. Lettres de mes campagnes (1801-1814), par le capitaine Guillaume Maffre, du 129e régiment d’infanterie. (Levallois, CEN, 2002).

### Collaborations
Avec Jean-Baptiste Beaucour :
- Lettres, décisions et actes de Napoléon à Pont-de-Briques et au Camp de Boulogne. T. I, An VI-1798/An XII/1804, (Levallois, CEN, 1979). Ouvrage couronné par l’Institut.
- Lettres, décisions et actes de Napoléon à Pont-de-Briques et au Camp de Boulogne. T. II, An XIII-1805, (Levallois, CEN, 1988). Ouvrage couronné par l’Institut.
- Lettres, décisions et actes de Napoléon à Pont-de-Briques et au Camp de Boulogne. T. III, 1805-1811, (Levallois, CEN, 2004).
- Yves Laissus, Chantal Orgogozo, La découverte de l'Égypte, (Paris, ed. Flammarion).
- Jean Didelot, sous la direction et avec la collaboration de Fernand Beaucour, Bourrienne et Napoléon, (Levallois, CEN, 1999).
- Fernand Émile Beaucour et plusieurs professeurs, Napoléon à la Bérézina. 26-29 novembre 1812. Préface d’Hervé Coutau-Bégarie, directeur d’études à l’École pratique des hautes études, président de la Commission française d’histoire militaire, (Levallois, CEN, 2004).
- Fernand Beaucour, Jean Tabeur, Lidia Ivtchenko, La Bérézina, une victoire militaire, préface de jean Tulard de l'institut, (Paris, ed. ECONOMICA, 2006).
- Coauteur du Dictionnaire Napoléon (Paris, Fayard, 1989) et du Dictionnaire du Second Empire (Paris, Fayard, 1995)  sous la direction de Jean Tulard.

## Distinctions
- Médaille de Vermeil de la ville de Paris.
- Médaille d'Honneur de la ville d'Epernay.
- Diplôme d’Honneur de la ville de Moscou.
- Felix d'Or de l'École Centrale Paris
- Lauréat à deux reprises de l'Institut.